# فايق أوزتورك
فايق أوزتورك (بالتركية: Faik Öztrak)‏ (مواليد 26 مارس 1954 في أنقرة)، هو سياسي وبرلماني واقتصادي تركي، شغل منصب نائب رئيس حزب الشعب الجمهوري (CHP) في الفترة (2010 - 2015). يشغل حالياً منصب النتحدث باسم حزب الشعب الجمهوري المعارض. كما أنه عضو في البرلمان التركي عن محافظة تكيرداغ، وقد فاز أول مرة سنة 2007 وأعيد انتخابه في 2011 و2015. وهو ابن وزير الداخلية السابق أورهان أوزتورك.

## مسيرته
التحق أوزتورك بالخدمة المدنية التركية منذ بداية مسيرته المهنية، حيثُ عمل كخبير مساعد في هيئة التخطيط الحكومية سنة 1978 كخبير اقتصادي. في عام 1987 شغل منصب رئيس قسم البرامج والتمويل السنوي في هيئة التخطيط، ونائب رئيس قسم التخطيط الاقتصادي، ثم أصبح المدير العام للتخطيط الاقتصادي ونائب وكيل الوزارة. في عام 2000، بدأ العمل في مؤسسة التنظيم والرقابة المصرفية وشغل منصب نائب رئيسها. بعد الأزمة الاقتصادية التركية 2001 أصبح جزءً من فريق صناع السياسة الاقتصادية الجديد وعُين وكيل وزارة الخزانة.

## وصلات خارجية
- الموقع الرسمي